# Ondřej Tunka
Ondřej Tunka, noto anche con il soprannome Tunák (Jablonec nad Nisou, 29 settembre 1990), è un canoista ceco, specializzato nella disciplina del caiacco slalom.

## Biografia
Ha iniziato a praticare il kayak all'età di undici anni a Malá Skála in Repubblica Ceca. Dal 2010 è allenato da Jiří Prskavec.
In carriera si è aggiudicato tre medaglie d'oro e una d'argento ai campionati mondiali di canoa/kayak slalom e due medaglie d'oro agli europei.

## Palmarès
- Mondiali

Londra 2015: oro nel K1 a squadre;
Pau 2017: oro nel K1 individuale; oro nel K1 a squadre;
Rio de Janeiro 2018: bronzo nel K1 a squadre;
- Europei

Tacen 2017: oro nel K1 a squadre;
Praga 2018: oro nel K1 a squadre;